# Calómue
Calómue, é o nome oficial de uma localidade do posto administrativo de Ulongué, distrito de Angónia, da província de Tete, Moçambique, também conhecida como Calomue ou ainda Kalomwe. É também um posto fronteiriço rodoviário com o Malaui, ligando ao posto malauiano de Dedza, tornando-se a via de acesso mais directa de Moçambique para a capital malauiana Lilongué, da qual dista 85 km. Neste posto fronteiriço termina a estrada N304, que conecta com a N7 perto de Zobué, a qual por sua vez liga à cidade de Tete.

## Historial
Em Março de 2020 ocorreu nesta localidade um incidente internacional quando militares malauianos invadiram o território moçambicano e se apoderaram, de forma violenta, de produtos de comerciantes moçambicanos. O governo do Malaui reconheceu a violação e compensaram monetariamente os lesados. Este foi um de vários incidentes reportados na fronteira entre os dois países.